# Ciao Don Camillo
Ciao Don Camillo è l'ultima raccolta di racconti (o romanzo a episodi) del giornalista e scrittore italiano Giovannino Guareschi, pubblicata postuma nel 1996.
Il libro raccoglie gli scritti di Guareschi pubblicati nella rivista Candido e non raccolti precedentemente in volume.
Ambientato nel decennio degli anni cinquanta, i protagonisti sono saltuariamente Don Camillo e Peppone, mentre l'ambientazione è sempre la Bassa padana del "Mondo Piccolo". Nella raccolta è presente il racconto da cui venne tratta la scena dell'esame di quinta elementare superato da Peppone in Don Camillo e l'onorevole Peppone.

## Racconti
- Favole della Bassa
  - La fanciulla dai capelli rossi
  - Giacomone
  - Il forestiero
  - Roba del 1922
  - Il sangue non è acqua
  - Lo scolaretto di quinta
  - Il tesoro
  - Il ritorno di Sant'Antonio
  - Arrivi dalla città
  - Il giro viziato
  - Il terrore
  - Secondo premio
- Gente della Bassa
  - Il signorino
  - Il dottorino
  - Miss vie nuove
  - Cristo nel comò
  - Le colpe dei padri
  - L'opinione pubblica
  - La vendetta
- La terra: gioie e dolori
  - La buona terra
  - Cuor di mezzadro
  - La dote di Clementina
  - La terra ai muratori
  - La terra ai mezzadri
- Il mondo grande nel "Mondo piccolo"
  - Natale del '50
  - La serrata
  - La rosa rossa
  - Piccola cronaca: comizio in casa...
  - Il ribelle
  - La ninna nanna
  - Un oriundo tira l'altro
  - Oriente e occidente
  - Musica
  - Peppone si pose il problema
  - La pecora nera
  - Tschaika 5506 c.c.
  - Gioventù bruciata
  - L'"occhio di Stalin"

## Edizioni
- Giovannino Guareschi, Ciao Don Camillo, SuperBur Narrativa, Milano, I° ed. 1996